# قرة غل (خوي)
قرة غل هي قرية في مقاطعة خوي، إيران. عدد سكان هذه القرية هو 153 في سنة 2006.